# 阿贝宽胸蝇虎
阿贝宽胸蝇虎（学名：Rhene albigera）为跳蛛科宽胸蝇虎属的动物。分布于越南、印度、苏门答腊、马来西亚以及中国大陆的湖南、福建、广西、云南等地。